# Vladimir Sjtsjekoenov
Vladimir Sjtsjekoenov (8 januari 1987) is een Russisch wielrenner die anno 2011 uitkomt voor Lokomotiv.

## Belangrijkste overwinningen
2008
- Wereldbekerwedstrijd Cali, ploegenachtervolging (met Valeri Kaykov, Leonid Krasnov en Artur Ershov)

2010
- 4e etappe Ronde van León

Broett · 
Ignatjev ·
Kazakov · 
Klimov · 
Krestjaninov · 
Mindlin ·     
Rovny · 
Serov · 
Sjtsjekoenov ·
Tinkov · 
Troesov · 
Tsjernetski